# Manool
El Manool és un hidrocarbur, més concretament un diterpè-alcohol, de fórmula química C20H34O. Té dos enantiòmers, el (+)-manool i el (-)-manool. El (+)-manool va ser aïllat el 1935 per J.R. Hosking i C.W. Brandt a partir de la resina de Dacrydium biforme, una conífera endèmica de Nova Zelanda. El manool és present a diverses coníferes, com les cupressàcies, i altres plantes, com Centauria pelia. L'elucidació definitiva de la seva estructura per D.B. Bigley i col·laboradors l'any 1962 ha permès utilitzar-lo per sintetitzar molts sesquiterpens i altres diterpens. D'altra banda, el manool també pot ésser sintetitzat a partir d'altres compostos, com l'àcid neoabiètic o el sclareol.

## Activitat biològica
S'ha observat que en ser atacat pels fongs patògens Pezicula livida i Sarea resinae, el xiprer japonès Chamaecyparis obtuse i Thujopsis dolabrata (falsa tuia) augmenten la proporció de manool en el seu floema, El manool també ha demostrat tenir activitat anti-fúngica contra aquests dos fongs patògens, de manera que es suggereix que és una estratègia defensiva d'aquests arbres davant d'aquest xancre. D'una manera semblant, en el patosistema Seiridium cardinale-Cupressus sempervirens (xiprer), el manool també augmentava la concentració en l'arbre davant l'infecció (en termes absoluts i relatius), i aquest compost era capaç d'inhibir el creixement del fong en aproximadament un 60%. També s'ha observat que el manool extret de la planta Salvia sclarea va mostrar ser actiu contra el bacteri Staphylococcus aureus amb una concentració mínima d'inhibició de 13,75 μg/ml.